# Peter de Jong (beeldhouwer)

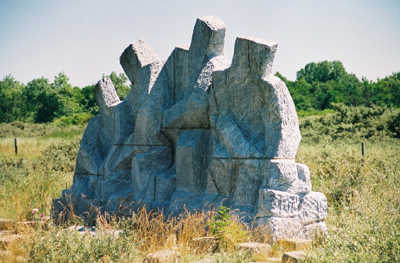
De dijkwerkers

Peter de Jong (Den Haag, 7 augustus 1920 - aldaar, 4 november 1990) was een Nederlandse beeldhouwer.
Hij was vooral werkzaam in Zeeland. Wie Middelburg doorkruist, komt altijd wel ergens een werk van Peter de Jong tegen. In de stad staan zeker 15 beelden van zijn hand, de meeste robuust gehouwen uit steen. Peter de Jong werkte vele jaren aan de restauratie van de antieke beelden van het stadhuis van Middelburg in opdracht van de Rijksdienst voor de Monumentenzorg. Hij was docent aan het Instituut voor Kunstzinnige Vorming in Middelburg. Hij was lid van de Zeeuwse Kunstkring.
Zijn bekendste werk, De dijkwerkers, een monument van Belgisch hardsteen, staat bij de Veerse Gatdam en werd in 1981 uitgevoerd in opdracht van Rijkswaterstaat.

## Biografie

### Opleiding
De Jong is in Den Haag geboren op 7 augustus 1920. Met een stuk klei kon hij zich als kind al uren en uren bezighouden. In die tijd was klei voor kinderen nog niet zomaar in het hobbywinkeltje op de hoek te verkrijgen, Peter peuterde daarom de vette klei van de aardappelen en maakte hiervan zijn beeldjes.
Hij bezocht het gymnasium dan wel de HBS.
Hij studeerde aan de Koninklijke Academie van Beeldende Kunsten in Den Haag (1937-1938) en aan de Koninklijke Academie voor Schone Kunsten van Antwerpen (1938-1940).

### Jaren 1946-1990
De Jong kwam na de oorlog in Middelburg terecht. De verwoestingen door het bombardement op Middelburg waren enorm. De restauraties in opdracht van Monumentenzorg deed hij samen met Philip ten Klooster. Hij is zijn leven lang restauratiewerkzaamheden aan het Middelburgse stadhuis blijven uitvoeren, waarbij hij gedurende de jaren zeventig de Vleeshal als zijn atelier gebruikte. Ook in de naoorlogse jaren bleef het stadhuis een 'zorgenkindje' van Monumentenzorg. In de loop der jaren is er heel wat werk verricht om het stadhuis het huidige aanzien te geven. De voorgevel van het stadhuis bevat de antieke beelden van de graven en gravinnen van Zeeland, ze zijn oorspronkelijk uit de ateliers van Pierre Cuypers.

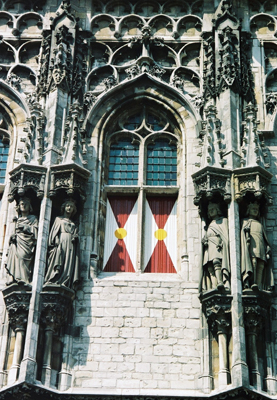
Beelden in de voorgevel van het stadhuis van Middelburg

In 1989 heeft hij deze beelden in de voorgevel onderhanden genomen, terwijl Philip ten Klooster het nieuwere zijgedeelte voor zijn rekening nam.

## Tentoonstellingen
- De Vleeshal, Middelburg
- Prinsenhof, Delft, 1970
- Markiezenhof, Bergen op Zoom, 1971

## Werken in de openbare ruimte
- Stadstimmerman (1955), bij Vlissingsebinnenbrug, Middelburg, in opdracht van de gemeente Middelburg
- Man, vrouw, kind (1989), bij kantoor PZEM, Poelendaelesingel, Middelburg, in opdracht van het personeel bij het 50-jarig jubileum
- Gebogen figuur, Seisbolwerk, Middelburg
- Zittend meisje, Nieuwe Oostersestraat/Molenwater, Middelburg
- Opvliegende vogels (1968), bij school, Buitenhove, Middelburg
- Meisje in gymnastiekhouding, bij school, Rozenburglaan, Middelburg
- Twee torso's man/vrouw, Vromoldsland, Middelburg
- Drie begijnen, De Stoppelaartuin, Middelburg
- Drie schoolkinderen op muurtje, bij school, Nederstraat, Middelburg
- Abstract beeld, Lange Delft, Middelburg
- Abstract beeld, bij zorgcentrum Rustenburg, Vrijlandstraat, Middelburg
- Gestileerd Paaseilandbeeld (1970), voor Jacob Roggeveenhuis, Noordsingel, Middelburg, in 2007 verplaatst naar zorgcentrum Buitenrust, Buitenruststraat, Middelburg
- Brons plastiek (1973), Korte Giststraat, Middelburg, in opdracht van de Provincie Zeeland
- Beelden op het hek van Toorenvliedt
- Dijkwerkers (1981), Veerse Gatdam, Kamperland
- Moederfiguur in beschermende houding over haar kindje gebogen (1983), Nagasaki Vredespark, Nagasaki in Japan, een geschenk van de zusterstad Middelburg